# Ferdinand Kazadi
Pour les articles homonymes, voir Kazadi.
 (août 2008).
Si vous disposez d'ouvrages ou d'articles de référence ou si vous connaissez des sites web de qualité traitant du thème abordé ici, merci de compléter l'article en donnant les références utiles à sa vérifiabilité et en les liant à la section « Notes et références ».
Ferdinand Kazadi (Fernand (Ferdinand) Kazadi Lupelekese), né le 24 avril 1925 au Congo belge et mort le 26 juin 1984, est un homme politique congolais (RDC). 
Il est membre du Collège des commissaires généraux en qualité de Commissaire général à la Défense en 1960. 
Il est Commissaire d’État aux Travaux Publics et Aménagement du Territoire en 1969. 
Il est élu député-commissaire du peuple à trois reprises (1966-1972-1977).

## Biographie
La vie de Kazadi Lupelekese commence à Katende wa Bakwa Mwanza, près de la mission catholique de Kabwe, dans la région du Kasaï-Occidental. Né de Hélène Ngalula Mulanga et de Jean Dibomba Kabongo, Fernand est le dernier d’une fratrie de 4 enfants, dont il est l’unique garçon.
Dans un Congo belge, où l’enseignement primaire est de plus en plus répandu grâce aux missionnaires catholiques et protestants, Kazadi fit avec succès ses études primaires, de 1934 à 1939, à la mission scheutiste de Kabwe.
Distingué par ses aptitudes et vu l’influence d’un père catéchiste en chef, c’est assez naturellement que Fernand fut envoyé au Petit Séminaire de Kabwe Sainte-Thérèse en décembre 1939. Peu d’autres choix s’offraient, en effet, pour l’élite à cette époque.
Après 6 ans d’études secondaires (section latines), achevées avec fruit en 1946, il fut admis au Grand Séminaire Régional de Kabwe pour y étudier la philosophie et la théologie pendant 8 ans.
Bien que destiné à la prêtrise, après 14 ans de séminaire, il dut cependant abandonner cette voie à la suite des pressions de la parentèle : la continuité clanique allait être interrompue si jamais il devenait prêtre.
C’est ainsi qu’en 1952, il s’orienta vers la carrière administrative. D’abord fonctionnaire au secrétariat provincial, il œuvra ensuite comme attaché au cabinet du gouverneur de province du Kasaï.
En 1953, il épousa Madeleine Mianda Ngadu.
Parallèlement à sa carrière administrative, KAZADI wa DIBOMBA participa à la lutte nationaliste pour l’accession du Congo à l’indépendance. C’est par la presse que ses écrits le distinguèrent sous un pseudonyme : Kazadi wa Kabwe. 
En 1954, la première université congolaise ouvre ses portes à Léopoldville (Kinshasa) : l’université Lovanium. Ayant l’ambition d’acquérir la meilleure formation possible et, en dépit de ses charges familiales, Kazadi n’hésita pas à s’assigner une discipline de fer, s’inscrivant à Lovanium en 1955, à la faculté des sciences politiques et sociales. Il y obtint une licence en sociologie en 1960 ; son mémoire de fin d’études s’intitule Vie d’un chômeur à Kinshasa en 1960.
Durant sa vie universitaire, on surnomme Kazadi Bismarck d’après le nom du chancelier allemand connu pour sa disciple et sa fermeté.
Kazadi parlait l’allemand, le néerlandais, l’anglais et le français, en dehors du latin, du swahili, du kikongo, du lingala et du ciluba. Il lisait beaucoup. Il aimait aussi la musique classique, qu’il lisait. Il jouait de l’harmonium.

## Parcours politique
Le 14 septembre 1960, le colonel Mobutu arrive au pouvoir par un coup d'État en neutralisant le président Kasa-Vubu et le premier ministre Lumumba, ceux-ci s’étant mutuellement révoqués. Mobutu fait appel à l’élite de l’époque, les quelques universitaires que comptait alors le Congo, pour former un gouvernement : le Collège des Commissaires généraux. Celui-ci dirige le pays jusqu’en février 1961. C’est ainsi que Fernand Kazadi fut appelé à faire partie de ce collège en qualité de Commissaire général à la Défense nationale.
C’est à ce titre qu’il participe au convoi de Patrice Lumumba, de Léopoldville à Élisabethville en janvier 1961.
La période est trouble. En effet, à la suite des conflits Lulua-Baluba suscités dès 1959 par le colonisateur ainsi qu’au refus par Lumumba d’une plate-forme commune du MNC pour la lutte politique, un exode des Balubas aboutit au regroupement de nombreux d’entre eux dans le sud-Kasaï. Le Kasaï fit sécession, comme le Katanga. L’État autonome du Sud-Kasaï exista d’août 1960 à juillet 1961. Ferdinand Kazadi y est le ministre de la Gendarmerie.
Pour Kazadi, la fin de l’État du Sud-Kasaï représente l’une des périodes les plus dures de son existence : fuite à Brazzaville pour sauver sa vie, insécurité, précarité pour lui et pour sa famille. Cette période est aussi très troublée dans la vie politique du pays.
Deux années après la reprise du pouvoir par le général Mobutu, en 1964, des élections sont organisées et on retrouve Fernand Kazadi élu député national en 1966. 
Après ce mandat, il est chargé des recherches à l’Office national de recherche et de développement.
La création du Mouvement populaire de la Révolution, parti unique au Congo, provoque en effet la fermeture du parlement, le renvoie des parlementaires, afin de se représenter avec l’aval de ce nouveau parti.
En 1969, le Citoyen Président Fondateur du MPR, le Maréchal du Zaïre le nomme Commissaire d’État (ministre) chargé du Département des Travaux publics et Aménagement du territoire. Au cours de son passage à ce ministère, il fonda une école des ingénieurs routiers à Kingabwa (Kinshasa).
Et en 1970, il est élevé à la dignité de commandeur de l'ordre national du Léopard.
Kazadi est délégué général à Zaïreal.
À partir des années 1980, Kazadi se retire des affaires publiques.